# Hugo von Winterfeld
Hugo Hans Karl von Winterfeld (8 tháng 10 năm 1836 ở Landsberg-Warthe, tỉnh Brandenburg – 4 tháng 9 năm 1898 tại Schreiberhau, Hạ Schlesien) là một Thượng tướng bộ binh của Phổ, đã từng tham gia cuộc Chiến tranh Pháp-Đức (1870 – 1871).

## Tiểu sử
Winterfeld sinh ngày 8 tháng 10 năm 1836, trong gia đình quý tộc cổ Winterfeld vùng Mark. Ông là con trai của Adolf von Winterfeld, auf Klein-Rinnersdorf (23 tháng 1 năm 1793 – 21 tháng 2 năm 1869) và Luise Wilhelmine Emilie von Waldow (3 tháng 7 năm 1804 – 18 tháng 10 năm 1863). Từ năm 1854 cho đến năm 1856, với vai trò là một lính phóng lựu, ông học một khóa đào tạo sĩ quan bộ binh tại Trường thiếu sinh quân. Vào năm 1856, ông gia nhập Trung đoàn Phóng lựu Cận vệ số 1 Hoàng đế Alexander với quân hàm Thiếu úy. Năm 1867, ông được thuyên chuyển vào Cục Đo đạc địa hình (Topografische Büro) của Bộ Tổng tham mưu, rồi được thăng cấp Đại úy vào năm 1868.
Vào ngày 11 tháng 2 năm 1868, ở Berlin, ông thành hôn với Pauline Elisa Schmidt (1 tháng 11 năm 1839 tại New York – 27 tháng 9 năm 1904 tại Berlin). Người con gái của họ, Ilse von Winterfeld, chào đời ngày 8 tháng 11 năm 1876 tại Berlin.
Ông đã tham chiến trong cuộc Chiến tranh Pháp-Đức (1870 – 1871), và tham gia trận đánh quyết định ở Sedan vào ngày 2 tháng 9 năm 1870, nơi Hoàng đế Pháp Napoléon III và toàn bộ đạo quân của ông ta bị buộc phải đầu hàng. Sau đó, ông được đổi vào Bộ Tư lệnh của Bộ Tư lệnh Tối cao vào năm 1872, ông trở thành sĩ quan hầu cận của Đức hoàng Wilhelm I, với cấp bậc Thiếu tá. Vào năm 1875, ông được tặng thưởng Huân chương Thập tự Sắt.
Sau khi được lên quân hàm Thượng tá vào năm 1877, ông được trao tặng Huân chương Vương miện hạng II của Phổ năm 1878. Vào năm 1880, Winterfeld được bổ nhiệm làm Tư lệnh của Trung đoàn Phóng lựu Cận vệ số 1 Hoàng đế Alexander và trên cương vị này ông được phong quân hàm Đại tá năm 1881. Về sau này, ông được ủy nhiệm làm Chủ tịch Hội đồng Nhà nước (Staatsrat) ở Elsass-Lothringen và cũng được giao chỉ huy việc mở rộng pháo đài Metz. Vào năm 1882, ông được tặng Huân chương Vương miện hạng II của Phổ.
Vào năm 1887, ông được lên quân hàm Thiếu tướng. Tiếp theo đó, trong các năm 1887 – 1888, ông giữ chức Thống đốc pháo đài Mainz. Trong năm 1888, năm mà lịch sử Đức gọi là "Năm tam đế" (Dreikaiserjahr), ông là Tướng phụ tá (Generaladjutant) của ba vị hoàng đế Đức Wilhelm I, Friedrich III và Wilhelm II. Người vợ của Đức hoàng Friedrich III, Victoria, đã đả kích Winterfeld trong những lá thư gửi cho mẹ mình là Nữ vương Victoria của Anh, trong đó đề cập đến mối quan hệ rắc rối của họ với Triều đình Đức.
Sau khi Wilhelm II đăng quang vào mùa hè năm 1888, vị tân Hoàng đế cử ông cùng với Albano von Jacobi làm sứ giả đến Luân Đôn để chính thức thông báo cho Nữ vương Victoria về sự lên ngôi của Wilhelm II. Năm sau (1889), Winterfeld đại diện cho Hoàng đế trong lễ mai táng Teresa Maria Cristina của Nhị Sicilia, vị Hoàng hậu cuối cùng của Brasil.
Kể từ năm 1890 cho đến năm 1891, sau khi lên quân hàm Trung tướng, ông được bổ nhiệm làm Sư trưởng của Sư đoàn Bộ binh số 20 ở Hannover. Chức vụ cuối cùng của ông là Tư lệnh Quân đoàn Vệ binh (Gardekorps) từ năm 1893 cho đến năm 1897, thay thế tướng Oskar von Meerscheidt-Hüllessem. Trên cương vị này, ông được phong cấp bậc Thượng tướng bộ binh vào năm 1895. Trong năm cuối cùng phục vụ của ông trong quân đội Phổ, ông kiêm nhiệm chức Tổng chỉ huy Tối cao quân đội vùng Mark Brandenburg (Oberkommando in den Marken).
Winterfeld, một trong những tướng lĩnh nổi bật nhất trong thời đại của ông, là nguồn cảm hứng cho nhân vật cùng tên "Bá tước von Winterfeld" trong tiểu thuyết The War in the Air của H. G. Wells.
Sau khi từ trần vào ngày 4 tháng 9 năm 1898, ông được mai táng tại Nhà thờ Alter St.-Matthäus-Kirchhof Berlin.